# Premis Ondas 1979
Els Premis Ondas 1979 van ser la vint-i-sisena edició dels Premis Ondas, atorgats el 1979. En aquesta edició es diferencien les categories: Premis Nacionals de ràdio, nacionals de televisió, internacionals de ràdio i televisió, hispanoamericans i especials.

## Nacionals de ràdio
- Mainada (Ràdio 4)
- Margarita Blanch per Vivac de Ràdio Barcelona[3]
- La voz de los poetas (Radio Ecca de las Palmas)
- Línea abierta de RNE
- Antonio José Alés per Medianoche (Cadena SER)
- Guillermo Jiménez Smerdou de RNE
- Fernando Ónega (Cadena SER
- P. José María Martín Patino per Palabras para empezar el día (Cadena SER)
- Los impuestos, dirigit per Manuel Martín Ferrand (Cadena SER)
- Voces al Desnudo dirigit per Manuel Farreras (RNE)

## Nacionals de televisió
- Vivir cada día de TVE
- Marisa Abad de TVE
- Aplauso de TVE
- Vostè pregunta de TVE
- La clave de TVE

## Internacionals de ràdio
- Generacija bez milosti, Ràdio Belgrad
- Double Bubble Chewing Gum, Bayerischer Rundfunk
- The reverge, BBC
- La mort au ralenti, de France Inter

## Internacionals de televisió
- Sometimes the sea wins, NOS de Holanda
- Stryx, RAI
- Un procès à Téhéran, de Jean-Pierre Berthet, TF1
- Les enfants de Soeur Emmanuelle, RTBF

## Hispanoamericans
- Sèrie Arthur Rubinstein, Televisa de Mèxic
- Malu Mulher, Rede Globo del Brasil
- Mónica presenta, Canal 13 (Argentina)
- Luis de Llano Palmer, Pronoarte de México
- Diálogos da Capital, Brasil

## Especials
- France Culture, Radio France